# 9. Fallschirmjäger-Division
9. Fallschirmjäger-Division foi uma unidade de paraquedistas da Luftwaffe que prestou serviço durante a Segunda Guerra Mundial. A divisão foi destruída durante a Batalha de Berlim.

## Comandantes
- Gustav Wilke, 24 de Setembro de 1944 - 2 de Março de 1945[2]
- Bruno Bräuer, 2 de Março de 1945 - 18 de Abril de 1945[2]
- Harry Herrmann, 19 de Abril de 1945 - 2 de Maio de 1945[2]